# Brendan Hanley
Pour les articles homonymes, voir Hanley (homonymie).
Brendan E. Hanley est un médecin et homme politique canadien. Il représente la circonscription fédérale yukonaise de Yukon à titre de député libéral à partir de 2021. Précédant l'élection, il sert comme chef médical du Yukon dans la période de pandémie de la Covid-19,.

## Biographie
Diplômé en médecine de l'Université de l'Alberta, en médecine tropicale et en hygiène de l'université de Liverpool et en une maîtrise en Santé publique de l'université Johns-Hopkins, Brendan Hanley exerce les fonctions de médecin d'urgence et de médecin de famille sur le territoire, ainsi que dans les Territoires du Nord-Ouest et dans le Nunavut. Il pratique également en Afrique et en Asie avec Médecins sans frontières.